# 奥州三十三観音霊場
奥州三十三観音霊場（おうしゅうさんじゅうさんかんのんれいじょう）は、旧陸奥国内（現在の岩手県・宮城県・福島県）にある33ヶ所の観音霊場である。「奥州」は陸奥国の別称。
平安時代初期に始まった「奥州古札所」とは別に平安時代後期に設けられ、江戸時代中期に再興された。

## 歴史
平安時代初期の延暦13年（794年）から貞観6年（864年）に生きた円仁（慈覚大師）によって、のちに「奥州古札所」とも呼ばれる三十三観音霊場が開基されたと言う。保安4年（1123年）には既に、この札所巡りが行われていたとされる。
一方、「名取の老女」として知られる「旭」が、平安時代後期の保安年間（1120年 - 1124年）に名取熊野三社（宮城県名取市）を勧請した際に、新たに三十三観音霊場を設定したと言われる（第1番から第3番までの札所は、名取熊野三山の南東に隣接して存在）。これ以降、この新たな札所の方が栄えたが、後に衰微した。
江戸時代中期の宝暦11年（1761年）、第30番札所である補陀寺（宮城県気仙沼市）の智膏和尚を初めとした7人の僧侶により再興され、現在へとつながる札所が定められた。

## 一覧
| No.  | 名称                                                  | 宗旨            | 札所本尊   | 所在地                       | 位 置 | 備考                                            |
| ---- | ----------------------------------------------------- | --------------- | ---------- | ---------------------------- | ----- | ----------------------------------------------- |
| 1    | 那智山 紹樂寺 （なちさん じょうがくじ）               | 曹洞宗          | 十一面観音 | 宮城県名取市高舘吉田         | 地 図 |                                                 |
| 2    | 天苗山 秀麓斎 （てんみょうざん しゅうろくさい）       | 曹洞宗          | 聖観音     | 宮城県名取市高舘吉田         | 地 図 |                                                 |
| 3    | 熊野山 新宮寺 （くまのさん しんぐうじ）               | 真言宗 智山派   | 十一面観音 | 宮城県名取市高舘川上         | 地 図 |                                                 |
| 4    | 案狐山 斗蔵寺 （あんこざん とくらじ）                 | 真言宗 智山派   | 千手観音   | 宮城県角田市小田             | 地 図 | 伊具観音4番                                     |
| 5    | 名取千手観音堂 （なとりせんじゅかんのんどう）         |                 | 千手観音   | 宮城県名取市増田             | 地 図 | 民家敷地内                                      |
| 6    | 青龍山 瑞巌寺 （せいりゅうざん ずいがんじ）           | 臨済宗 妙心寺派 | 聖観音     | 宮城県宮城郡松島町松島       | 地 図 | 三陸観音番外                                    |
| 7    | 富春山 大仰寺 （ふしゅんざん だいぎょうじ）           | 臨済宗 妙心寺派 | 千手観音   | 宮城県宮城郡松島町手樽       | 地 図 | 奥州三観音（田村三観音） 三陸観音3番 松島四大観 |
| 8    | 兩峯山 梅渓寺 （りょうほうざん ばいけいじ）           | 曹洞宗          | 聖観音     | 宮城県石巻市湊               | 地 図 | 奥州七観音 奥州三観音（田村三観音）             |
| 9    | 無夷山 箟峯寺 （むいざん こんぽうじ）                 | 天台宗          | 十一面観音 | 宮城県遠田郡涌谷町箟岳       | 地 図 | 奥州七観音 奥州三観音（田村三観音）             |
| 10   | 大嶽山 興福寺 （おおだけさん こうふくじ）             | 天台宗          | 十一面観音 | 宮城県登米市南方町本郷大嶽18 | 地 図 | 奥州七観音                                      |
| 11   | 香積山 天王寺 （こうしゃくさん てんのうじ）           | 臨済宗 妙心寺派 | 聖観音     | 福島県福島市飯坂町天王寺11   | 地 図 | 信達観音11番                                    |
| 12   | 大悲山 観音寺 （だいひざん かんのんじ）               | 浄土宗          | 聖観音     | 福島県伊達郡桑折町万正寺     | 地 図 | 信達観音19番 伊達五山                           |
| 13   | 明王山 大聖寺 （みょうおうさん だいしょうじ）         | 真言宗 豊山派   | 聖観音     | 福島県伊達郡桑折町上郡       | 地 図 | 信達観音22番                                    |
| 14   | 法輪山 大慈寺 （ほうりんさん だいじじ）               | 曹洞宗          | 聖観音     | 宮城県登米市東和町米川       | 地 図 |                                                 |
| 15   | 竹峯山 華足寺 （ちくぶざん けそくじ）                 | 真言宗 智山派   | 馬頭観音   | 宮城県登米市東和町米川       | 地 図 | 奥州七観音                                      |
| 16   | 音羽山 清水寺 （おとわさん せいすいじ）               | 真言宗 智山派   | 聖観音     | 宮城県栗原市栗駒岩ケ崎       | 地 図 |                                                 |
| 17   | 龍雲山 大祥寺 （りゅううんざん だいしょうじ）         | 曹洞宗          | 十一面観音 | 岩手県一関市花泉町老松       | 地 図 |                                                 |
| 18   | 松澤山 道慶寺六角堂 （しょうたくさん どうけいじ）     | 曹洞宗          | 如意輪観音 | 岩手県一関市花泉町老松       | 地 図 |                                                 |
| 19   | 宝持院 新山観音堂 （ほうじいん しんざんかんのんどう） |                 | 十一面観音 | 岩手県一関市花泉町金沢       | 地 図 |                                                 |
| 20   | 中興山 徳壽院 （ちゅうこうざん とくじゅいん）         | 曹洞宗          | 千手観音   | 岩手県一関市花泉町花泉       | 地 図 |                                                 |
| 21   | 円通山 観音寺 （えんつうざん かんのんじ）             | 曹洞宗          | 馬頭観音   | 宮城県栗原市金成有壁         | 地 図 |                                                 |
| 22   | 楽峰山 勝大寺 （らくほうざん しょうだいじ）           | 真言宗 智山派   | 十一面観音 | 宮城県栗原市金成小迫         | 地 図 | 奥州七観音                                      |
| 23   | 太白山 長承寺 （たいはくさん ちょうしょうじ）         | 曹洞宗          | 千手観音   | 宮城県登米市中田町上沼       | 地 図 |                                                 |
| 24   | 遮那山 長谷寺 （しゃなさん ちょうこくじ）             | 天台宗          | 十一面観音 | 宮城県登米市中田町浅水       | 地 図 | 奥州七観音                                      |
| 25   | 妙見山 黒石寺 （みょうけんさん こくせきじ）           | 天台宗          | 千手観音   | 岩手県奥州市水沢黒石町       | 地 図 |                                                 |
| 26   | 亀峰山 長泉寺 （きほうざん ちょうせんじ）             | 曹洞宗          | 千手観音   | 岩手県一関市大東町大原       | 地 図 |                                                 |
| 27   | 東光山 観福寺 （とうこうさん かんぷくじ）             | 天台宗          | 聖観音     | 岩手県一関市舞川             | 地 図 |                                                 |
| 28   | 大善院 蛸浦観音 （だいぜんいん たこうらかんのん）     |                 | 千手観音   | 岩手県大船渡市赤崎町         | 地 図 | 尾崎神社境内                                    |
| 29   | 海岸山 普門寺 （かいがんさん ふもんじ）               | 曹洞宗          | 聖観音     | 岩手県陸前高田市米崎町       | 地 図 |                                                 |
| 30   | 白樺山 補陀寺 （はっかさん ほだじ）                   | 曹洞宗          | 如意輪観音 | 宮城県気仙沼市古町           | 地 図 |                                                 |
| 31   | 江峰山 聖福寺 （こうほうざん しょうふくじ）           | 曹洞宗          | 七面観世音 | 岩手県八幡平市西根寺田       | 地 図 |                                                 |
| 32   | 北上山 正覚院 （きたかみさん しょうがくいん）         | 天台宗          | 十一面観音 | 岩手県岩手郡岩手町御堂       | 地 図 |                                                 |
| 33   | 八葉山 天台寺 （はちようざん てんだいじ）             | 天台宗          | 聖観音     | 岩手県二戸市浄法寺町御山久保 | 地 図 |                                                 |
| 番外 | 関山 中尊寺 （かんざん ちゅうそんじ）                 | 天台宗          |            | 岩手県西磐井郡平泉町平泉     | 地 図 |                                                 |
| 番外 | 医王山 毛越寺 （いおうざん もうつうじ）               | 天台宗          |            | 岩手県西磐井郡平泉町         | 地 図 |                                                 |
| 番外 | 瑠璃光山 医王寺 （るりこうざん いおうじ）             | 真言宗 豊山派   |            | 福島県福島市飯坂町平野       | 地 図 |                                                 |